# Montclar-sur-Gervanne
 Montclar-sur-Gervanne  es una población y comuna francesa, en la región de Ródano-Alpes, departamento de Drôme, en el distrito de Die y cantón de Crest-Nord.

## Demografía
| 236 | 228 | 182 | 170 | 154 | 157 |
| Para los censos de 1962 a 1999 la población legal corresponde a la población sin duplicidades (Fuente: INSEE [Consultar]) |     |     |     |     |     |